# C (anime)
C (アニメ?),  también llamado C: The Money of Soul and Possibility Control (lit. C. El dinero del alma y el control de las posibilidades) es una serie japonesa de anime producida por Tatsunoko Production, bajo la dirección de Kenji Nakamura y a Noboru Takagi como supervisor del guion. [C] se estrenó en la cadena televisiva Fuji TV, en su sección noitaminA, el 15 de abril de 2011. FUNimation Entertainment la transmite simultáneamente todos los jueves, comenzando el 21 de abril de 2011.

## Argumento
El gobierno japonés fue rescatado del borde de un colapso financiero por el Fondo de Riqueza Soberana. Para sus ciudadanos, sin embargo, la vida no ha mejorado y el desempleo, el crimen y los suicidios junto a la desesperación ha crecido. Kimimaro Yoga, criado por su abuela materna después de la desaparición de su padre y la muerte de su madre, consiguió una beca de estudios, cuyo único sueño es tener un empleo fijo para evitar todo esto y vivir una vida estable. Un día, sin embargo, conoce a un hombre que le ofrece una gran suma de dinero si él estaría de acuerdo en pagarlo. A partir de entonces su destino es radicalmente alterado como está establecido en un reino misterioso conocido como el "Distrito Financiero".

## Personajes
Kimimaro Yoga (余賀 公磨  Yoga Kimimaro?)
Seiyū: Kōki Uchiyama
Un joven de 19 años, estudiante universitario de segundo año que estudia economía. Él pretende tener simplemente el dinero necesario para poder tener una vida normal con una casa, mujer e hijos, hasta que él es "atado" al Distrito Financiero y es convertido en uno de sus Empres (abreviatura de Emprendedores).
Msyu (真朱 Mashu?)
Seiyū: Haruka Tomatsu
El activo de Kimimaro, el cual puede conjurar ataques basados en fuego, está enamorada de yoga.
Souichirou Mikuni (三國 壮一郎 Mikuni Sōichirō?)
Seiyū: Daisuke Hosomi
Es el propietario del Distrito Financiero de Tokio, que ejerce una fuerte influencia sobre el Gobierno Japonés. Él tiene un interés especial en el potencial de Kimimaro.
Q (キュー Kyū?)
Seiyū: Saori Gotō
El activo de Mikuni. Ella parece tener el hábito de comer dinero, en los últimos capítulos se da a entender que es la hermana de mikuni, Takako.
Masakaki (真坂木?)
Seiyū: Takahiro Sakurai
Un extraño ser proveniente del Distrito Financiero, el cual saluda a las personas que se convierten en Empres y les da consejos.
Hanabi Ikuta (生田 羽奈日 Ikuta Hanabi?)
Seiyū: Yui Makino
La mejor amiga de Kimimaro y su compañera de clases. Kimimaro tiene sentimientos hacia ella, a pesar de que ella ya tiene un novio.
Jennifer Sato (ジェニファー・サトウ?)
Seiyū: Mayumi Asano
Una agente que trabaja para el Fondo Monetario Internacional, que está investigando sobre el Distrito Financiero y que, de alguna manera, logró ser invitada a convertirse en un Empre. También siente curiosidad sobre el repentino interés de Mikuni en Kimimaro

## Banda sonora
Tema de apertura (01-11)
Matoryoshika (マトリョーシカ Matoryōshika?) - NICO Touches the Walls
Tema de cierre (01-11)
RPG - School Food Punishment

## Lista de episodios
| #  | Título                            | Estreno             |
| -- | --------------------------------- | ------------------- |
| 01 | «Complication» «Fukuzatsu» (複雑) | 15 de abril de 2011 |
| 02 | «Coincidence» «Angō» (暗合)       | 22 de abril de 2011 |
| 03 | «Conspiracy» «Inbō» (陰謀)        | 29 de abril de 2011 |
| 04 | «Conversion» «Tenkan» (転換)      | 6 de mayo de 2011   |
| 05 | «Cultivation» «Shuuren» (修練)    | 13 de mayo de 2011  |
| 06 | «Conflict» «Kattō» (葛藤)         | 19 de mayo de 2011  |
| 07 | «Composition» «Sosei» (組成)      | 26 de mayo de 2011  |
| 08 | «Confidence» «Shinyō» (信用)      | 2 de junio de 2011  |
| 09 | «Collapse» «Kari» (仮)            | 9 de junio de 2011  |
| 10 | «Collision» «Shoutotsu» (衝突)    | 16 de junio de 2011 |
| 11 | «Control (Future)» «Mirai» (未来) | 23 de junio de 2011 |